# Puntas de Cinco Sauces
Puntas de Cinco Sauces é uma localidade uruguaia do departamento de Tacuarembó, na zona nordeste do departamento, junto à nascente do Bañado de Cinco Sauces. Está situada a 93 km da cidade de Tacuarembó, capital do departamento.

## Toponímia
O nome da localidade vem do rio homónimo.

## População
Segundo o censo de 2011 a localidade contava com uma população de 51 habitantes.
| Variação demográfica do município entre 2004 e 2011 |
|                                                     |

## Geografia
Puntas de Cinco Sauces se situa próxima das seguintes localidades: ao norte, Las Flores (Departamento de Rivera), a oeste, Punta de Carretera, ao sudeste, Las Toscas de Caraguatá e ao nordeste, Vichadero (Departamento de Rivera).

## Autoridades
A localidade é subordinada diretamente ao departamento de Tacuarembó, não sendo parte de nenhum município tacuaremboense.

## Religião
A localidade possui uma capela "Virgem do Carmo", subordinada à paróquia "Santíssimo Sacramento e Santa Terezinha" (cidade de Las Toscas de Caraguatá), pertencente à Diocese de Tacuarembó

## Transporte
A localidade possui a seguinte rodovia:
- Acesso a Ruta 26.[9][10]